# Nicola Sirkis
Nicola Sirkis, seudónimo de Nicolas Henri Didier Sirchis (Antony, Francia, 22 de junio de 1959) es un cantante, músico, letrista y escritor francés. Miembro fundador del grupo Indochine junto con la colaboración de Dominique Nicolas.

## Biografía
Nicola Sirkis funda Indochine en mayo de 1981 junto a su amigo Dominique Nicolas, después de haber sido el mánager del grupo Espion. Su hermano gemelo Stéphane Sirkis y su compañero Dimitri Bodianski se unirían a la banda poco después, asumiendo los roles de guitarrista y saxofonista, respectivamente.
En 1992, Sirkis publicó su primer álbum solista, titulado Dans la lune.... Su hermano gemelo Stéphane fallecería de hepatitis el 27 de febrero de 1999, hecho que marcó por completo el destino de la banda. Indochine lanzaría su siguiente álbum, Paradize, con una canción dedicada a Stéphane, titulada Electrastar.
Nicola estuvo casado con Marie Guillard entre 1995 y 1998, volviéndose a casar con Gwenaelle Bouchet, bajista del grupo Madinkà, en 2003. La pareja se separó en 2008.

## Compromisos
Nicola fue el padrino de la asociación Craniopharyngiome-Solidarité. Registró You Spin Me Round (Like a Record) con Indochine en provecho de Reporteros Sin Fronteras.

## Obras
- Les Mauvaises nouvelles (1998), Colección de cuentos.